# Via dei Coronari
Via Dei Coronari (hovorově taktéž pouze Coronari) je ulice v historickém centru Říma.
Silnice je po celé své délce lemována budovami, nejčastěji z 15. a 16. století. Patří k nejkrásnějším a nejnavštěvovanějším ulicím historické části Říma[zdroj⁠?!] a zachovala si svou typickou italskou renesanční podobu.